# Родинський (Архангельський район)
Ро́динський (рос. Родинский, башк. Родинка) — присілок у складі Архангельського району Башкортостану, Росія. Входить до складу Бакалдінської сільської ради.
Населення — 81 особа (2010; 70 в 2002).
Національний склад:
- башкири — 86 %